# Scey-Maisières

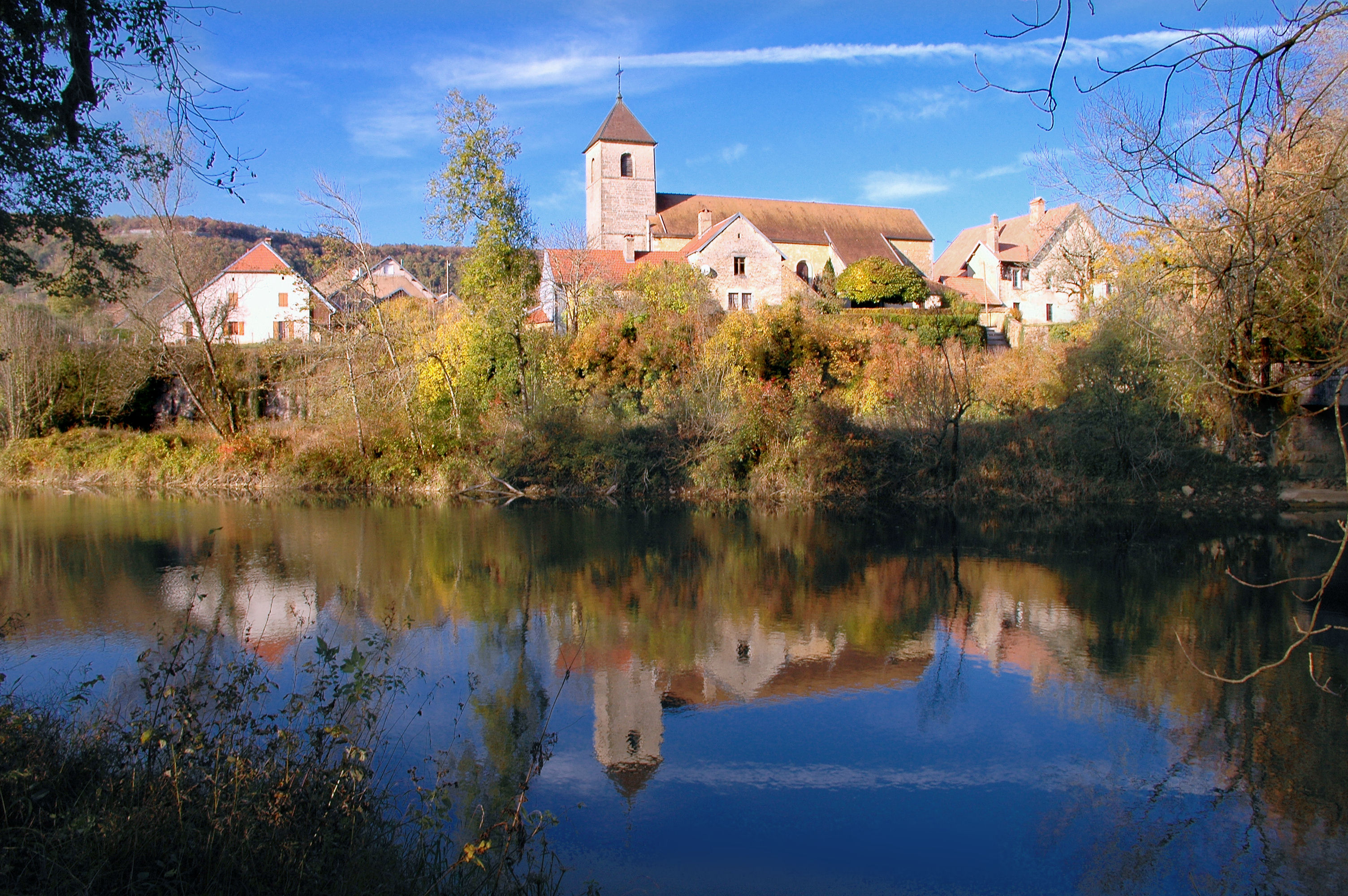
Scey-Maisières

Scey-Maisières é uma comuna francesa na região administrativa de Borgonha-Franco-Condado, no departamento de Doubs. Estende-se por uma área de 12,53 km². Em 2010 a comuna tinha 297 habitantes (densidade: 23,7 hab./km²).